# Johan Peter Molin

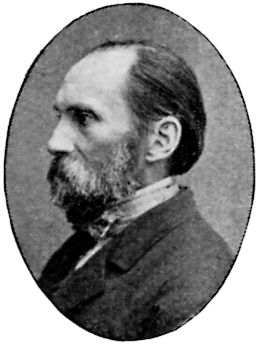
1901

Johan Peter Molin (* 17. März 1814 in Göteborg; † 29. Juli 1873 in Ekudden bei Vaxholm) war ein schwedischer Bildhauer.

## Leben
Johan Peter Molin wurde am 17. März 1814 in Göteborg als Sohn eines Bäckers geboren. Er sollte nach den Vorstellungen seiner Eltern Kaufmann werden, besuchte dann aber ab 1834 die Kunstgewerbeschule in seiner Heimatstadt Göteborg. Um sich als Bildhauer zu vervollkommnen, ging er 1843 nach Kopenhagen, wo er bis 1845 an der dortigen Kunstakademie studierte.
Er starb am 29. Juli 1873 in Ekudden bei Vaxholm.

## Künstlerisches Wirken
Sein erster größerer Erfolg war 1848 seine Skulptur des Amor, die ihn in Schweden so bekannt machte, dass er  1853 Professor an der Kunstakademie in Stockholm  und Hofbildhauer wurde. Außer als Bildhauer war er auch als Maler und Medailleur tätig. Besonders bekannt ist vor allem seine Statue des Königs Karl XII. aus dem Jahre 1868.

## Weitere Werke

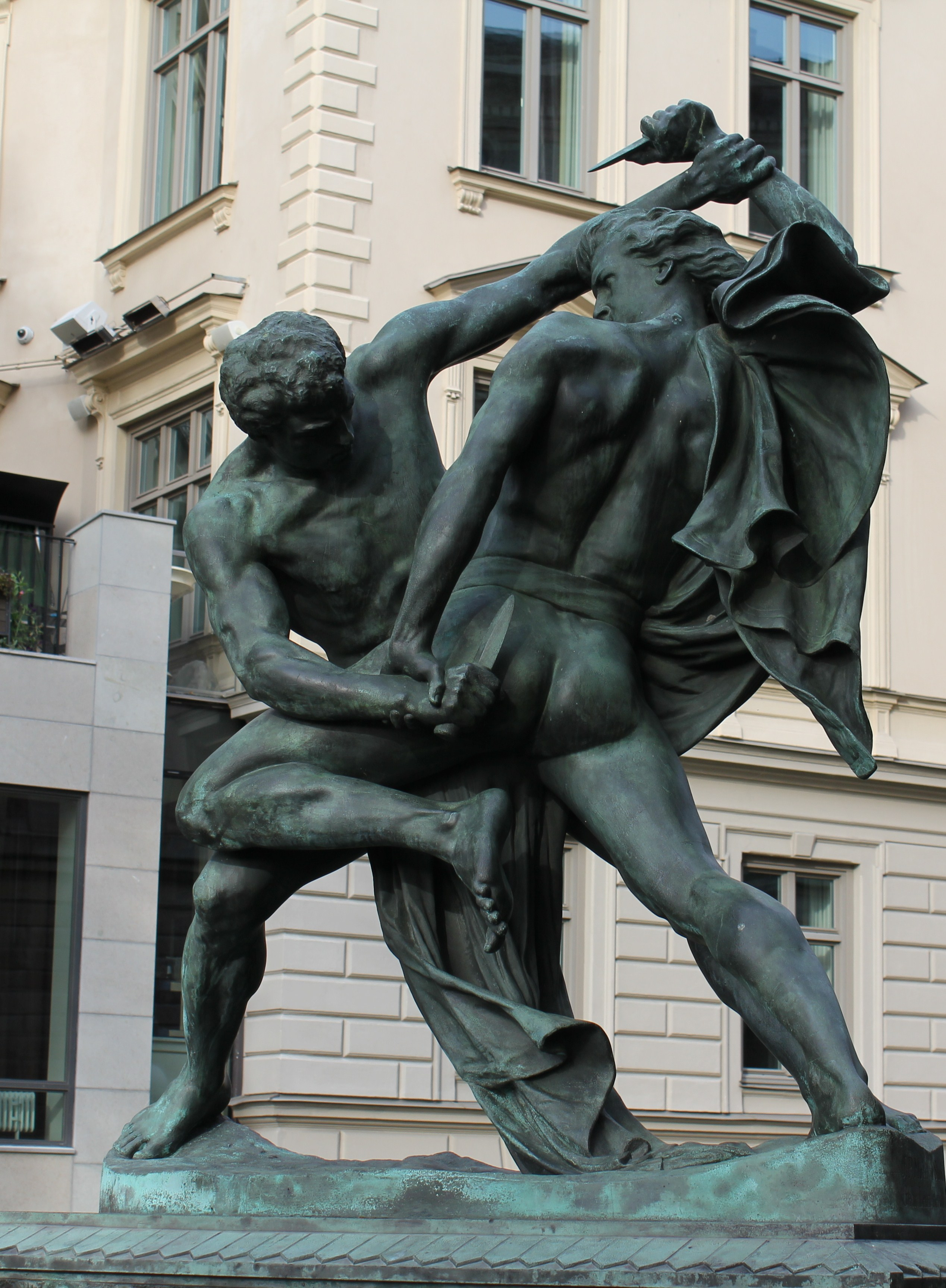
Messerkämpfer, 1859

- Bronzegruppe ,Die Messerkämpfer', 1859,
- Marmorbüste der Königin Luise,
- David mit der Schleuder,
- Statuen an der Fassade des Stockholmer Nationalmuseums.

## Auszeichnungen
- 1870 Pour le Mérite für Wissenschaft und Künste als ausländisches Mitglied[1]